# Szczęki 2
Szczęki 2 (ang. Jaws II) – filmowy horror/thriller z 1978 roku, druga część serii filmów o rekinie-ludojadzie, wyreżyserowana przez Jeannota Szwarca. Ponownie w roli Martina Brody'ego, szefa miejscowej policji wystąpił Roy Scheider.
Film otrzymał mieszane oceny od krytyków. Serwis Rotten Tomatoes przyznał mu wynik 60%.

## Fabuła
Minęły cztery lata od chwili, gdy u wybrzeży miasteczka Amity grasował rekin. Teraz znów na morzu mają miejsce tajemnicze wypadki. Szeryf Martin Brody podejrzewa, że może to być kolejny olbrzymi biały rekin. Jednak w obawie przed ucieczką turystów w środku sezonu władze nie chcą podejmować oficjalnych działań. Mężczyzna będzie musiał zmierzyć się sam z bestią, która w dodatku zagraża jego synowi pływającemu po morzu z przyjaciółmi.

## Obsada
- Roy Scheider – Martin Brody
- Murray Hamilton – Larry Vaughan
- Lorraine Gary – Ellen Brody
- Mark Gruner – Mike Brody
- Marc Giplin – Sean Brody
- Joseph Mascolo – Len Peterson
- Jeffrey Kramer – Henrick
- Collin Wilcox – doktor Elkins